# 西福寺 (明石市)
西福寺（さいふくじ）は、兵庫県明石市魚住町にある臨済宗妙心寺派の寺院。西国街道沿いにある。

## 歴史
慶長(けいちょう)年間（1596年 - 1615年）に海州祖印(かいしゅうそいん)が中興したと伝えられている。県指定文化財の石造五輪塔が約200メートル離れた清水神社前の墓地にある。
『播磨鑑』では清水千軒と言われる大きな村であったことや『明石史資料』には鎌倉時代（1185年 - 1333年）に、一大伽藍があったと見えると記載がある。

## 所在地
- 〒674-0074 兵庫県明石市魚住町清水1372-2

## 文化財
- 種別1：県指定文化財[5]
- 種別2：建造物
- 名称 ：石造五輪塔 （清水の五輪塔）
- 指定 ：1978年（昭和53年） 3月17日

## 交通アクセス
- JR西日本山陽本線魚住駅から徒歩約20分

## 周辺
- 清水神社
- 明石市立清水小学校
- 国道2号
- 西国街道
- 瀬戸川